# Kétsoros árpa
A kétsoros árpa vagy sörárpa (Hordeum distichon) az egyszikűek (Liliopsida) osztályának perjevirágúak (Poales) rendjébe, ezen belül a perjefélék (Poaceae) családjába tartozó faj.

## Előfordulása
A kétsoros árpa csak kultúrában ismert, őse valószínűleg a Hordeum spontaneum, amely Észak-Afrikában és Délnyugat-Ázsiában honos. A kétsoros árpa igen alak gazdag, nagyszámú változata keletkezett.

## Megjelenése
A kétsoros árpa egyéves vagy áttelelő egyéves fű. Szára 60-120 centiméter magas, felálló, el nem ágazó és sima. A levélnyelvecske levágott, rövid, legfeljebb 2 milliméter hosszú. A levélhüvely felső végén nagy, sarló alakú, széles fülecske található, amely nem szőrös. A kalász 7-15 centiméter hosszú, érés idején bókoló vagy-hosszától függően-felálló is lehet. A kalásztengely nem törékeny, minden ízén egymással szemben 3-3 füzérke van, melyek közül a 2-2 szélső elsorvad. így az egymás alatt 6 sorban álló füzérkék végül csak 2 sort alkotnak, a többi 4 sor meddő marad. A pelyva keskeny, ár alakú, a toklász széles elliptikus, 15 centiméter hosszú szálkában végződik. Vannak szálka nélküli fajtái is.

## Életmódja
A kétsoros árpát főleg üde, közepesen száraz, tápanyagban és bázisokban gazdag, semleges vályog- vagy lösztalajokon termesztik. A virágzási ideje június.

## Képek

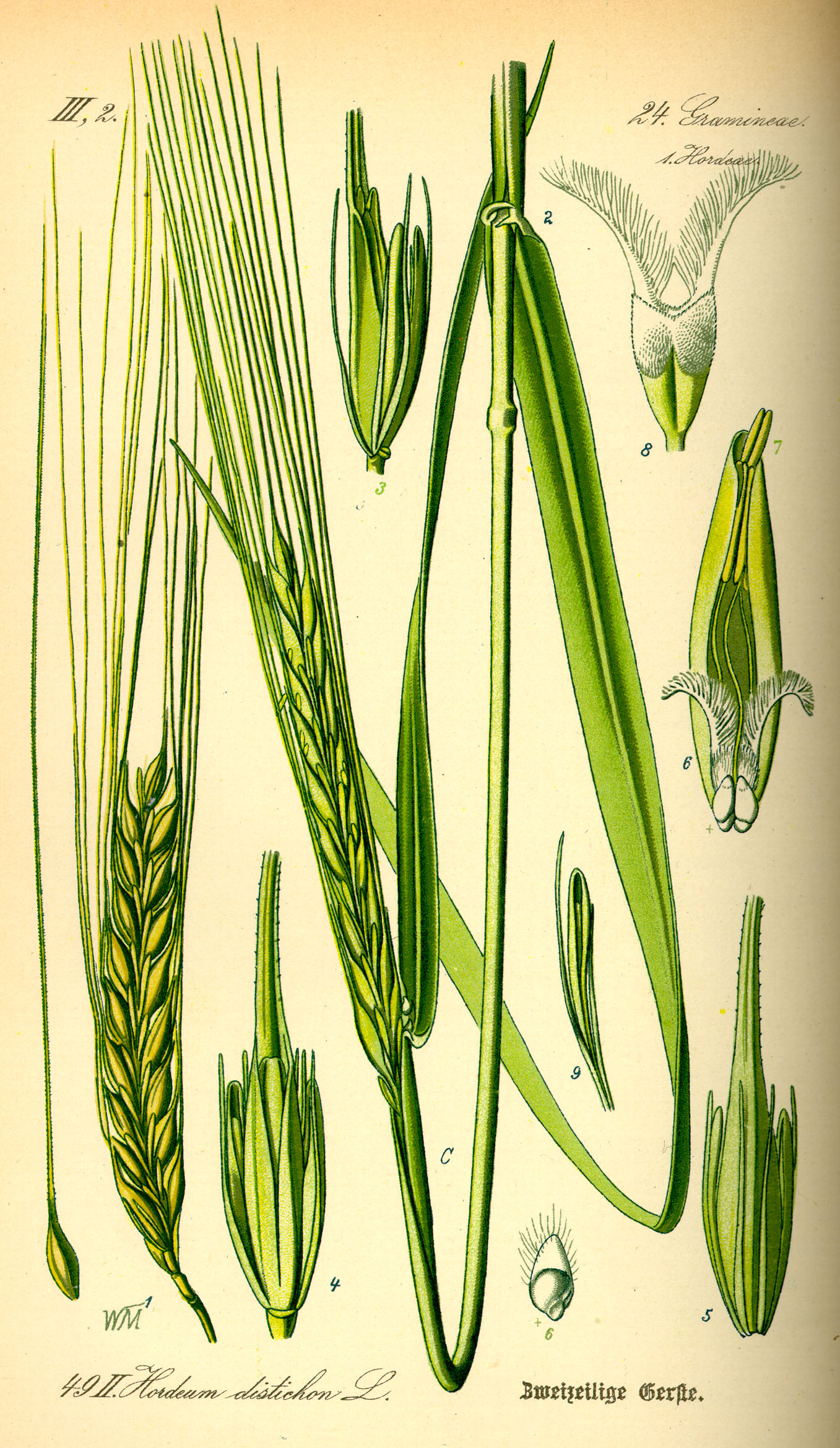
Rajzok a növényről
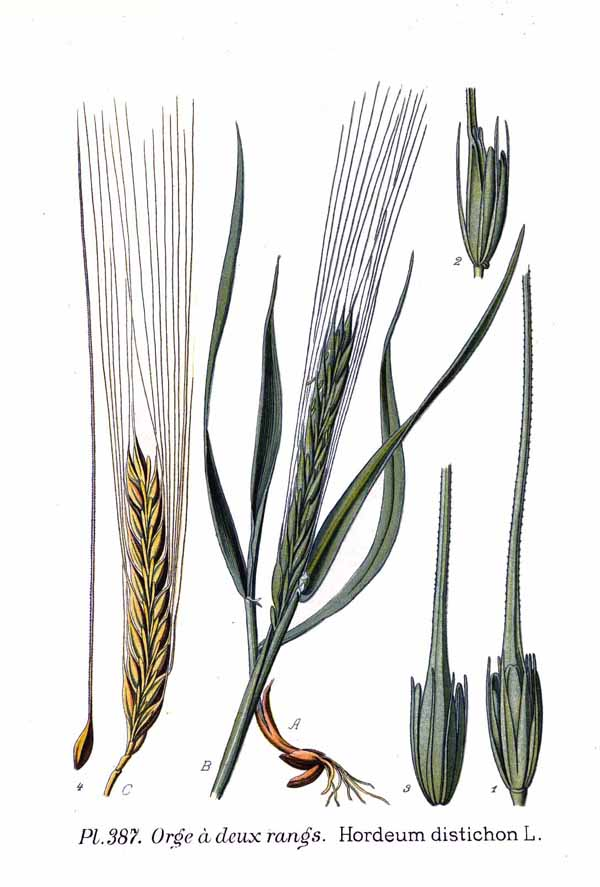